# Ronald Adam
Pour les articles homonymes, voir Adam.
Ne doit pas être confondu avec Ronald Forbes Adam.
Ronald Adam, né Ronald George Hinings Adams, le 31 décembre 1896 à Bromyard, dans le Herefordshire (Angleterre), et mort le 27 mars 1979 à Londres, Angleterre, est un officier du Royal Flying Corps et de la Royal Air Force, un acteur britannique de théâtre et de cinéma, et un directeur de théâtre renommé.

## Biographie

### Débuts
Ronald George Hinings Adams est né à Bromyard, Herefordshire, le 31 décembre 1896, fils de Blake Adams et de sa femme Mona Robin. Ses parents et grands-parents étaient tous dans la profession théâtrale. Il a fait ses études à l'University College School
à Hampstead (Londres).

### Première Guerre mondiale
Adams n'a que dix-sept ans lorsqu'il s'engage comme volontaire pour rejoindre l'armée britannique, dès le début du conflit. Le 2 décembre 1914, il est nommé sous-lieutenant temporaire dans le 15e Bataillon de réserve du régiment de Middlesex. Il est rapidement transféré dans le Royal Flying Corps (RFC) et a servi à titre d'observateur dans le 18e Escadron de France, avant de rentrer en Angleterre pour suivre une formation de pilote. Une fois qualifié en tant que pilote, Adams est resté en Angleterre et a piloté un Sopwith Camel dans le 44e Escadron de Défense Civile. L'escadron était basé à l'aérodrome de Hainaut Farm, dans l'Essex et a été pionnier dans l'utilisation de chasseurs de nuit contre les raids de Zeppelin sur Londres. Il repart ensuite en France, toujours sur Sopwith Camel, à Champien (Somme). Le 1er avril 1918, le Royal Flying Corps fusionne avec le Royal Naval Air Service (RNAS) et devient la Royal Air Force (RAF). 
Cependant, son avion est abattu le 7 avril 1918, près de Villers-Bretonneux dans Nord de la France, soit par Hans Kirschstein, ou Manfred von Richthofen ; Adams est capturé. 
Grièvement blessé, le soir de sa capture, il reçoit la visite d'un infirmier allemand qui lui transmet les compliments de von Richthofen. Ronald Adams passe huit mois dans les hôpitaux et les camps de prisonniers avant d'être rapatrié le 17 décembre 1918,.

### Carrière au théâtre
Après la guerre, il a suivi une formation de comptable, mais son intérêt se tourne vers le théâtre. Il abandonne le «s» final de son patronyme et prend le nom de scène "Ronald Adam". De 1924 à 1926, il est engagé comme agent de Leslie Henson et Dion Titheradge, au Little Theatre in the Adelphi, Her Majesty's Theatre, et le Royal Strand Theatre. En avril 1932, il devient directeur de l'Embassy Theatre, produit Madame Pepita, et réalise plus de cent-cinquante nouvelles productions et reprises, de 1932 à 1939. Trente de ses productions furent reprises par les théâtres du West End, parmi lesquelles Ten Minute Alibi, Close Quarters, The Dominant Sex, Professor Bernhardi, ou Judgment Day. Il a présenté plusieurs pièces de théâtre en tournée, et a joué dans beaucoup d'entre elles, tant à l'Embassy Theatre, qu'aux théâtres reprenant ces productions.
Il débute au cinéma dans Strange Boarders et Alerte aux Indes (les deux en 1938), et Too Dangerous to Live (1939),. tout en continuant sa carrière au théâtre. À l'Old Vic, en juin 1939, il interprète Lord Stagmantle dans The Ascent of F6 et au Phoenix Theatre, en novembre 1939, il joue le juge Tsankov dans Judgment Day. Il fut directeur de programmation pour le  Théâtre Howard & Wyndham Ltd dans les productions d'Édimbourg et de Glasgow, en 1938 et 1939. 

### Seconde Guerre mondiale
Au début de la Seconde Guerre mondiale, Ronald Adam rejoint la RAF en tant que commandant de l'escadre et servit de 1939 à 1945. Au cours de la Bataille d'Angleterre de l'été 1940, il était contrôleur de chasse dans le secteur de la RAF Hornchurch. Sa responsabilité consistait à coordonner les interceptions de commandes de combat en utilisant des données recueillies par radar au sol et des observateurs, puis d'envoyer des chasseurs pour les intercepter.Jeffrey Quill, le distingué pilote d'essai sur Spitfire attaché au 65e Escadron de Hornchurch pendant la bataille d'Angleterre, a écrit à propos d'Adam : «En plus d'être très compétent dans sa mission, sa voix avait une qualité de certitude calme et déterminée...La contribution de tels hommes à l'issue de la Bataille d'Angleterre fut inestimable.»
Pendant la guerre, il a continué à participer à des films, par exemple incarnant un chef de bombardier allemand dans Le lion a des ailes (1939), ou Mr. Besnard dans At the Villa Rose (1940) ou bien Sir Charles Fawcett dans The Foreman Went to France (1942).

### Période d'après-guerre
Adam est élevé au grade d'Officier de l'ordre de l'Empire britannique en 1946.
Après 1946, il a continué à travailler au théâtre. Au Garrick Theatre en mars 1950, il a joué M. Gibb dans M. Gillie. Il a fait ses débuts à Broadway en décembre 1951 dans Antoine et Cléopâtre au Théâtre Ziegfeld. Cependant, son activité principale à cette époque est au cinéma et à la télévision. De 1946 à 1978, il a participé à plus de cent quarante productions cinématographiques ou télévisuelles.

### Vie privée
Adam épousa d'abord Tanzi Cutava Barozzi, le mariage se termina par un divorce. Sa deuxième épouse fut Allyne Dorothy Francs. Il a eu deux enfants, Jane et David. Après la Seconde Guerre mondiale, Ronald Adam vécut à Surbiton, dans le Surrey; il est décédé le 27 mars 1979. 

### Œuvres écrites
Adam fut co-scénariste de Professor Bernhardi et The Melody That Got Lost, entre autres pièces. Il est lui-même l'auteur des pièces An English Summer (1948), A Wind on the Heath (1949), et Marriage Settlement (1950), qu'il a aussi produites.
Il a publié ses mémoires sur le théâtre : 
- (en) Ronald Adam, Overture and Beginners, Londres, Victor Gollancz Ltd, 1938

Pendant la guerre, Adam a écrit deux romans qui découlent de ses expériences dans la RAF. Initialement, ils ont été publiés sous le pseudonyme de Blake:
- (en) Blake, Readiness at Dawn, Londres, Victor Gollancz Ltd, 1941
- (en) Blake, We Rendezvous at Ten, Londres, Victor Gollancz Ltd, 1942

Les deux romans ont été plus tard réédités sous son propre nom. Il a de nouveau écrit sur ses expériences de guerre dans :
- (en) Blake, To You the Torch, Londres, The Fortune Press, 1948

## Filmographie partielle
Au cinéma
- 1938 : Alerte aux Indes (The Drum) de Zoltan Korda : Le major Gregoff
- 1939 : Le lion a des ailes (The Lion Has Wings) de Adrian Brunel, Brian Desmond Hurst et Michael Powell : Chef de bombardier allemand
- 1942 : The Foreman Went to France de Charles Frend : Sir Charles Fawcett, Directeur Général
- 1946 : La Couleur qui tue (Green for Danger) de Sidney Gilliat : Dr White
- 1947 : Un mari idéal (An Ideal Husband) de Alexandre Korda : un membre du Parlement
- 1947 : Je cherche le criminel (Take My Life) de Ronald Neame : Détective Hawkins
- 1948 : Counterblast de Paul L. Stein : Colonel Ingram, Commandant du Camp Gillington POW
- 1949 : Les Amants du Capricorne (Under Capricorn), d'Alfred Hitchcock : Mr. Riggs
- 1949 : Cagliostro (Black Magic) de Gregory Ratoff : Le Président du tribunal
- 1949 : Christophe Colomb (Christopher Columbus) de David MacDonald : Talavera
- 1949 : L'Obsédé (Obsession) d'Edward Dmytryk
- 1949 : Les Amours de Lord Byron (The Bad Lord Byron) de David MacDonald
- 1950 : Son grand amour (My Daughter Joy) de Gregory Ratoff
- 1950 : Ultimatum (Seven Days to Noon) de John Boulting et Roy Boulting : L'Honorable Arthur Lytton, Premier Ministre
- 1951 : Capitaine sans peur (Captain Horatio Hornblower) de Raoul Walsh : Adm. McCartney
- 1951 : De l'or en barres (The Lavender Hill Mob) de Charles Crichton : Turner
- 1951 : Rires au paradis (Laughter in Paradise) de Mario Zampi : Directeur de la banque
- 1953 : Sa dernière mission (Appointment in London) de Philip Leacock
- 1954 : Le Serment du chevalier noir (The Black Knight), de Tay Garnett : L'abbé
- 1954 : To Dorothy a Son de Muriel Box
- 1956 : Vainqueur du ciel (Reach for the Sky) de Lewis Gilbert : Le vice-maréchal Leigh-Mallory
- 1956 : La Vie passionnée de Vincent van Gogh (Lust for Life), de Vincente Minnelli et George Cukor : Le commissaire De Smet
- 1956 : Ce sacré z'héros (Private's Progress) de John Boulting et Roy Boulting : Médeci
- 1956 : Le Tour du monde en quatre-vingts jours (Around the World in 80 Days) de Michael Anderson : L'intendant du club
- 1956 : La Croisée des destins (Bhowani Junction) de George Cukor : Général Ackerby
- 1957 : Meurtre sur un air de rock (Kill Me Tomorrow) de Terence Fisher : Mr. Brook
- 1957 : En avant amiral ! (Carry On Admiral) de Val Guest
- 1957 : La Vérité presque nue (The Naked Truth) de Mario Zampi : Le chimiste
- 1959 : Sois toujours diplomate (Carlton-Browne of the FO) de Roy Boulting et Jeffrey Dell : Sir John Farthing
- 1959 : L'Homme qui trompait la mort (The Man Who Could Cheat Death) de Terence Fisher : Le second Docteur
- 1960 : Les Loustics à l'hosto (Carry On Constable) de Gerald Thomas
- 1961 : Un traître à Scotland Yard (Offbeat) de Cliff Owen
- 1962 : Une histoire de Chine (Satan never Sleeps) de Leo McCarey : Père Lemay
- 1963 : La Maison du diable (The Haunting) de Robert Wise : Eldridge Harper
- 1965 : La Tombe de Ligeia (The Tomb of Ligeia) de Roger Corman : Ministre à Graveside
- 1971 : Zeppelin, d'Étienne Périer : Le Premier ministre
- 1972 : Die et mon droit (The Ruling Class) de Peter Medak : Lord
- 1978 : L'Amour en question de André Cayatte : Le juge anglais

À la télévision
- 1968 : Sherlock Holmes, série, épisode L'interprète grec (The Greek Interpreter) : Mycroft Holmes

## Sources
- (en) Cet article est partiellement ou en totalité issu de l’article de Wikipédia en anglais intitulé « Ronald Adam (actor) » (voir la liste des auteurs).